# Divinolândia
Divinolândia é um município brasileiro do estado de São Paulo. Sua população estimada em 2024 era de 11.314 habitantes. O município é formado pela sede, pelo distrito de Campestrinho e pelo povoado de Ribeirão do Santo Antônio.

## História
Antes de tornar-se município, a localidade recebia o nome de Sapecado. O município pertenceu a São José do Rio Pardo até conseguir sua emancipação no ano de 1953. O aniversário é comemorado no dia 30 de Dezembro.

### Formação territorial-administrativa
Histórico da formação do município:
- Capela Curada do Espírito Santo do Rio do Peixe elevada a freguesia pela Lei nº 25, de 28/03/1865.
- Denominação alterada para Sapecado pelo Decreto nº 9.775, de 30/11/1938.
- Município criado pela Lei nº 2.456, de 30/12/1953.

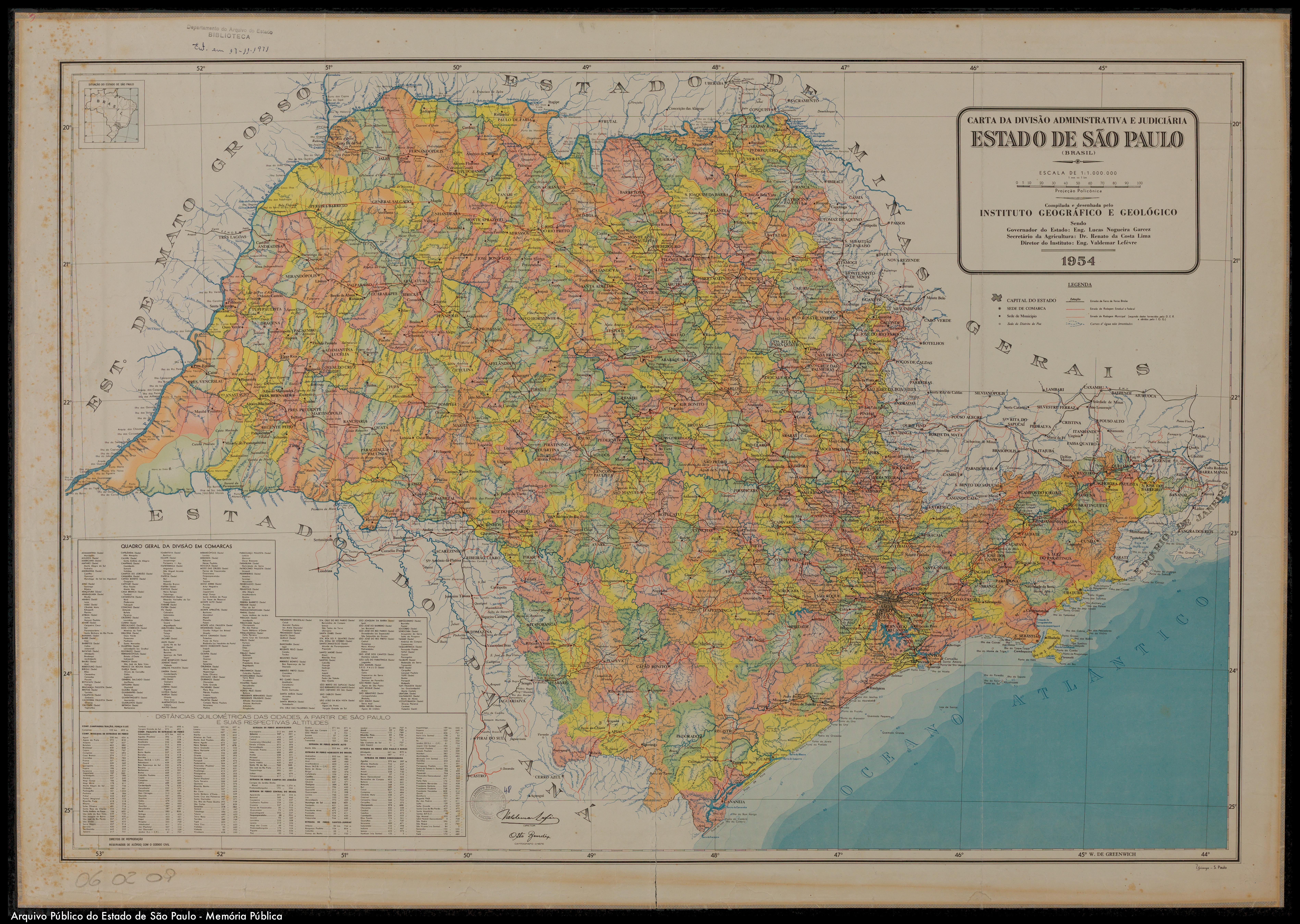
Estado de São Paulo (1953).

## Geografia
Localiza-se a uma latitude 21°39'41" sul e a uma longitude 46°44'21" oeste, estando a uma altitude de 1058 metros.
O relevo é acidentado, devido à posição da cidade, situada na Serra da Mantiqueira. O ponto mais alto do município se situa no bairro Campo Redondo, e é chamado de "Morro do Canelá", cuja altitude é de 1490 metros acima do nível do mar. O clima é ameno, com verões mornos e invernos frescos, com geadas ocorrendo todo ano, especialmente na zona rural, onde o fenômeno acontece várias vezes ao ano devido às altitudes, que lá são maiores.
Devido ao relevo acidentado, conta com muitas cachoeiras e mirantes, sendo o mais famoso de todos o "morro da torre", que se situa a 1380 metros acima do nível do mar, e do qual é possível enxergar Divinolândia e São Sebastião da Grama durante o dia, e várias outras cidades vizinhas a noite, como Vargem Grande do Sul, São José do Rio Pardo, Tapiratiba, Caconde, entre outras.

## Demografia

### População
| Crescimento populacional                             | Crescimento populacional | Crescimento populacional | Crescimento populacional |
| Ano                                                  | População Total          |                          | %±                       |
| ---------------------------------------------------- | ------------------------ | ------------------------ | ------------------------ |
| 1958                                                 | 9 302                    |                          | —                        |
| 1960                                                 | 11 590                   |                          | 24,6%                    |
| 1970                                                 | 12 363                   |                          | 6,7%                     |
| 1980                                                 | 10 266                   |                          | −17,0%                   |
| 1991                                                 | 11 811                   |                          | 15,0%                    |
| 2000                                                 | 12 016                   |                          | 1,7%                     |
| 2010                                                 | 11 208                   |                          | −6,7%                    |
| 2022                                                 | 11 158                   |                          | −0,4%                    |
| Est. 2024                                            | 11 314                   | [ 11 ]                   | 1,4%                     |
| Fontes: Censos Demográficos IBGE e Estimativas SEADE |                          |                          |                          |

### Dados demográficos
População Total: 12.016
- Urbana: 6.875
- Rural: 5.141
- Homens: 6.136
- Mulheres: 5.880

Densidade demográfica (hab./km²): 54,05
Mortalidade infantil até 1 ano (por mil): 11,20
Expectativa de vida (anos): 73,93
Taxa de fecundidade (filhos por mulher): 2,35
Taxa de Alfabetização: 90,08%
Índice de Desenvolvimento Humano (IDH-M): 0,788
- IDH-M Renda: 0,686
- IDH-M Longevidade: 0,815
- IDH-M Educação: 0,862

(Fonte: IPEADATA)

## Economia
A principal fonte de renda do município se baseia na agricultura, principalmente no cultivo de batata e café.

## Infraestrutura

### Comunicações
O sistema de telefones automáticos foi inaugurado na cidade em 1982 pela Telecomunicações de São Paulo (TELESP), que também implantou o sistema de discagem direta à distância (DDD) em 1982 com o código de área (0196).
Na década de 90 o código DDD da cidade foi alterado para (019), para padronização do sistema telefônico com a telefonia celular que estava sendo implantada em todo o estado.

## Religião
O Cristianismo se faz presente na cidade da seguinte forma:

### Igreja Católica
O município pertence à Diocese de São João da Boa Vista. Existem duas paróquias: Divino Espírito Santo, cuja matriz se localiza no centro do município, e cujo pároco é o Pe. Marcos Antonio Campanhari, e a de Nossa Senhora Aparecida, cujo pároco é o Pe. José João Minussi e cuja matriz se situa no distrito de Campestrinho, abrangendo também os bairros Três Barras, Campo Redondo e Ribeirão do Santo Antônio.

### Igrejas Evangélicas
Entre as igrejas protestantes históricas, pentecostais e neopentecostais, encontram-se na cidade:
- Assembleia de Deus Ministério do Belém.[21][22]
- Congregação Cristã no Brasil.[23]